# 于格拉峰
71°58′S 3°16′E / 71.967°S 3.267°E
于格拉峰，是南極洲的山峰，位於毛德皇后地的瑪塔公主海岸，處於里森峰以西，屬於耶爾斯維克山脈的一部分，海拔高度1,980米，根據挪威探險隊的測量和拍攝的空中照片繪入地圖，現時由南極條約體系管理。